# 威瓦
威瓦（發音為，/ˈwɪ wɒ/）是新南威爾士州新英格蘭西北部的一個城鎮。本鎮是位於納拉郡內，納莫伊河上。威瓦位於纳拉布赖以西北41（25英里），和悉尼以西北571（355英里）。根據2006年人口普查，本鎮共有人口1,689人，其中15%是土著。
本鎮距離紐厄爾公路42公里，且本鎮是通往遙遠的哇格特西部中心, 科拉雷內布賴的閘門。

## 歷史
威瓦的經營於1837年由喬治·霍布勒接手。霍布勒致力發展城鎮設施，並於1840年代令本鎮成為當地的一個行政中心。警署和法院於1847年相繼建成，而郵局亦於兩年後啟用。本鎮是這一帶最具歷史的城鎮，並且是澳洲棉花行業的發源地。
自從1846年起，本鎮已經開始向這一帶的城鎮提供司法服務。但在約十多年後，司法服務提供者的地位漸漸由本鎮轉移至鄰近的納拉布賴和遠方的哇格特。雖然本鎮早期發展依賴於其司法服務，但在司法服務衰退後，本鎮便成為了這一帶的供應中心。因此，本鎮的畜牧業和農業便迅速發展。本鎮現今仍然保留著小量畜牧業和農業。
新南威爾士州鐵路服務於1901年延伸至納拉布賴至哇格特段，且途中經過本鎮。隨著鐵路系統的完善，本鎮又轉往發展木材業。在最鼎盛時，本鎮共有12間鋸木廠。本鎮現今仍然擁有一間鋸木廠。
於1912年，本鎮計劃舉辦威瓦表演。雖然威瓦表演獲得了居民的支持，但最後終還是因為戰爭和經濟衰退的原因而導致表演延遲到1927年才舉辦。
於1960年代，本鎮開始經營棉花業。本鎮的棉花業非常成功，不但開創了澳洲棉花行業，還成為了「澳大利亞棉花首都」。本鎮的棉花業至今仍然非常興盛。

## 名稱
威瓦擁有一個特別的名稱。威瓦的英文名發音如同啼哭，因此在地名中較為特別。威瓦其實是土著卡米拉羅人（Kamilaroi）的一個詞彙，意思是「焙燒用的火」 。

## 農業和設施
本鎮位於納莫伊谷農業中心地帶，並有著「澳大利亞棉花首都」的綽號。本鎮雖然只有近2,000人口，但其出產的棉花遠遠大於居民所需。每年四月，威瓦都會變得雪白繽紛，全因四月是本鎮的棉花收成季節。除了棉花，威瓦小數農民也會進行小麥種植和放牧。
威瓦是第一個在納莫伊河上建造的城鎮，因為納莫伊河一帶經常受洪水侵擾，而威瓦也不例外。威瓦經常要面對洪水侵襲，因此居民們興建了一道堤防。然而，堤防有時候仍然不敵洪水。其中一個例子發生於2012年2月，當時威瓦被洪水侵襲，逾千人被困在屋頂上。
現今，本鎮共有2間汽車旅館、4所學校、一所幼兒園、1所ABC學習中心、2家酒店和2個大篷車公園。除此之外，本鎮亦有一個游泳池、一個9洞高爾夫球場、保齡球俱樂部、網球場、一個現代化的綜合體育館、一間老人宿舍和一個新的醫療中心。本鎮的鐵路服務現在是由新南威爾士州新州鐵路(NSW TrainLink)提供。

## 地理和氣候
威瓦的座標為30°12′S 149°26′E / 30.200°S 149.433°E （-30.12,149.26）。本鎮的夏季最高氣溫和最低氣溫分別為37°C和17°C，而冬季最高氣溫和最低氣溫則分別為17°C和3°C。本鎮的年均降雨量為635毫米。本鎮的高度為為海拔190米。

## 著名事件
於1981年，原住民橄欖球運動員埃迪·穆雷在一本鎮的警察局內被殺。這宗謀殺案是澳洲原住民在拘禁中死亡事件的一部份，而這些事件最後促使皇家委員會展開調查。本鎮也是澳洲第一個使用DNA測試來尋找強姦犯的城鎮。
法國電子音樂二人組合傻瓜龐克於2013年5月17日在本鎮第79屆威瓦表演中為其專輯《超时空记忆》舉辦首發派對。傻瓜龐克亦將首發派對的場面加入他倆們的音樂錄影帶中。

## 體育

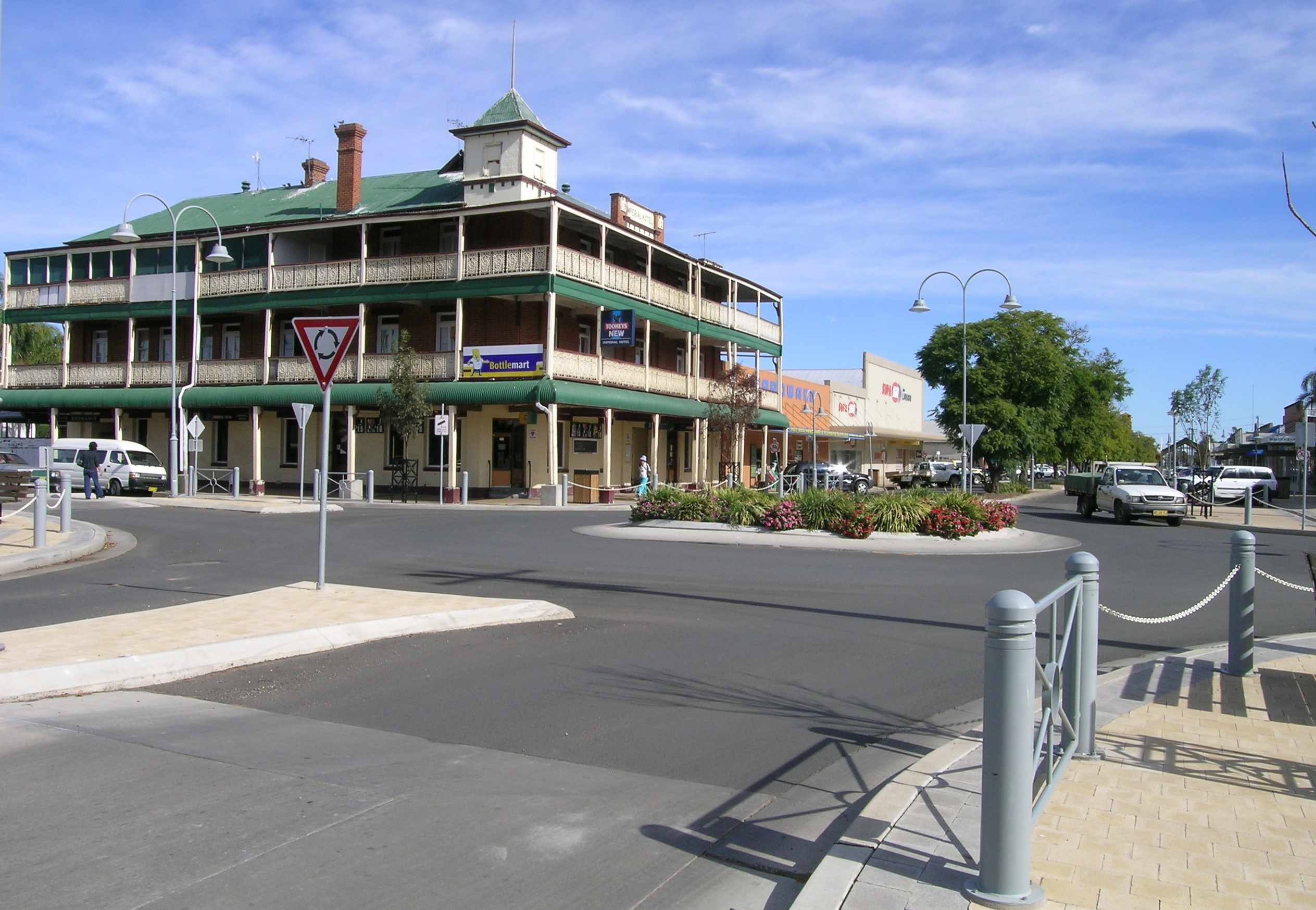
卡米拉羅公路

本鎮擁有一個多功能體育中心，而體育中心亦被居民用作社區中心使用。本鎮的主要運動是聯盟式橄欖球，而本鎮的橄欖球俱樂部則是威瓦黑豹（Wee Waa Panthers）。國際橄欖球運動員傑米·里昂在參與國際賽事前亦曾經隸屬於威瓦黑豹。里昂在離開威瓦黑豹後加入了澳大利亞職業橄欖球俱樂部帕拉馬塔鰻魚。

## 外部連結
维基共享资源上的相關多媒體資源：威瓦
- 官方網站（页面存档备份，存于）